# Tauxigny
Tauxigny település Franciaországban, Indre-et-Loire megyében. Lakosainak száma 1403 fő (2015). Tauxigny Cormery, Courçay, Dolus-le-Sec, Louans, Le Louroux, Reignac-sur-Indre, Saint-Bauld és Saint-Branchs községekkel határos.

## Népesség
A település népessége az elmúlt években az alábbi módon változott:

| 2013 | 1 255 |
| 2015 | 1 403 |